# Buteogallus schistaceus
El busardo pizarroso o gavilán pizarroso (Buteogallus schistaceus) es una especie de ave de rapiña de la familia Accipitridae.
Se encuentra en el norte de América del Sur: Brasil, Bolivia, Perú, Ecuador, Colombia, Venezuela y la Guayana Francesa. Su hábitat natural son los pantanos subtropicales o tropicales.

## Descripción
Es un ave de tamaño mediano a grande, de color pizarra gris, en contraste con el color blanco brillante de las bandas horizontales en las plumas de la cola. Tiene un pecho blanco con marcas de color negro verticales. Cuenta con una larga cere de color naranja en la base de su pico, y grandes ojos amarillos.

## Distribución
El halcón de color pizarra habita en partes de la cuenca del Amazonas, la región del río Orinoco y la Guayana Francesa. Es un cazador en los bordes de agua de ranas, cangrejos, serpientes, pequeños mamíferos, etc., y su principal área de distribución se encuentra en un amplio corredor a lo largo del curso principal del río Amazonas en la cuenca central del Amazonas. Este corredor está a unos 700 km de ancho, e incluye las áreas de confluencia, aguas abajo de los principales ríos: Río Negro, Madeira, Tapajós, Xingú, y la sección de salida del río Tocantins en el sistema de la cuenca del sureste de los vecinos ríos Araguaia-Tocantins.
La distribución río arriba se ensancha en el suroeste y el noroeste de la cuenca a la precordillera andina y en el sur incluye el norte amazónico de Bolivia, este de Perú y Ecuador, y el sureste de la amazonía Colombia. En el extremo noroeste, la distribución se reduce a incluir sólo el centro-noreste de Colombia, y una sección media del río de la cuenca del Orinoco, del centro-suroeste de Venezuela (la sección de la frontera entre Colombia y Venezuela). El gavilán pizarroso está ausente de la cuenca del centro-norte del Amazonas y del Escudo guayanés a la costa de Guayana, la especie es amplia en la Guayana Francesa, en el noreste, desde el río Amazonas de salida hacia el norte por el estado brasileño de Amapá, así como la isla Marajó.